# بيير لويس
بيير لويس (بالفرنسية: Pierre-Charles Alexandre Louis )‏ (و. 1787 – 1872 م) هو طبيب، وجراح، وعالم أمراض، وعالم، وأستاذ جامعي فرنسي، كان عضوًا في الأكاديمية الأمريكية للفنون والعلوم، والأكاديمية الألمانية للعلوم ليوبولدينا، توفي في باريس، عن عمر يناهز 85 عاماً.

## التعليم
تعلم في جامعة باريس.

## جوائز
حصل على جوائز منها:
- زميل الأكاديمية الأمريكية للفنون والعلوم.